# (129101) Geoffcollyer
(129101) Geoffcollyer est un astéroïde de la ceinture principale.

## Description
(129101) Geoffcollyer est un astéroïde de la ceinture principale. Il fut découvert le 9 décembre 2004 à Vail-Jarnac par l'observatoire Jarnac. Il présente une orbite caractérisée par un demi-grand axe de 3,04 UA, une excentricité de 0,08 et une inclinaison de 1,1° par rapport à l'écliptique.

## Compléments